# Luapula (fiume)
Il fiume Luapula è una sezione del secondo fiume più lungo dell'Africa, il Congo. Costituisce la frontiera naturale transnazionale, per quasi tutta la sua lunghezza, tra Zambia e Repubblica Democratica del Congo. Il Luapula unisce il Lago Bangweulu (interamente in territorio dello Zambia) al Lago Mweru (condivisa tra i due paesi) e dà il suo nome alla Provincia di Luapula nello Zambia.

## Fonte del Luapula superiore
Il fiume nasce dal Lago Bangweulu e dalle paludi in cui scorre il fiume Chambeshi, una della fonti del Congo. Non esiste un unico canale chiaro e distinto che colleghi i due fiumi e il lago, ma una massa intricata di canali, lagune e paludi. L'esploratore David Livingstone morì esplorando la zona, e uno dei suoi ultimi atti fu la questione circa il corso del Luapula.
Al di sotto delle paludi del Bangweulu il Luapula compie un arco e dalla direzione sud-ovest svolta verso nord-ovest e poi punta verso nord, con alcune rapide e una serie di cateratte, tra cui le cascate Mambilima.

## La valle del Luapula
Il fiume con il suo lungo e sottile delta entra nel Lago Mweru in un'area chiamata paludi del Luapula.
Il paludi si estendono lungo gli ultimi 100 km del fiume prima di tuffarsi nel lago, e in alcune zone raggiungono i 30 km di larghezza coprendo una superficie di circa 2500 km². Ci sono quattro isole abitate nella parte del delta in territorio della Repubblica Democratica del Congo, tra cui la più grande nel sistema che è collegato alla terraferma nella stagione asciutta. Lo Zambia ha tre isole abitate nel delta sotto la sua giurisdizione tra cui l'isola di Chisenga.